# IEEE 802.11k
IEEE 802.11k ist eine Erweiterung des WLAN-Standards IEEE 802.11. Es erlaubt Clients, in einem WLAN Informationen abzufragen, um den WLAN Access Point mit der besten Verbindung zu ermitteln. Die Erweiterung IEEE 802.11k wurde später in den Standard IEEE 802.11-2012 aufgenommen.

## Radio Resource Measurement
In der Spezifikation wird die Erweiterung Radio Resource Measurement genannt.
IEEE 802.11k und IEEE 802.11r sind Standards, die nahtlose Wechsel zwischen WLAN-Zellen ermöglichen sollen (Seamless Roaming). IEEE 802.11k definiert dabei einen Informationsaustausch zwischen Client und dem aktuellen WLAN Access Point zur Ermittlung des WLAN Access Point mit der besten Sendeleistung für den Client. IEEE 802.11k stellt einem Client im WLAN Informationen zu benachbarten WLAN Access Points zur Verfügung. IEEE 802.11r regelt das schnelle Umschalten auf einen anderen WLAN Access Point.
Ziel des Standards ist es, die Clients beim Wechsel zwischen WLAN Access Points zu unterstützen und einen Wechsel ohne Unterbrechung von Netzwerkverbindungen zu ermöglichen. In einem WLAN verbindet sich ein Client normalerweise mit dem WLAN Access Point, der das stärkste Signal bietet oder dem zuletzt genutzten verfügbaren Access Point. Bewegt sich der Client von diesem WLAN Access Point weg, nimmt die Signalstärke ab. Die Verringerung der Signalstärke wirkt sich negativ auf die Übertragungsrate aus. Ohne die Erweiterungen für Seamless Roaming muss ein Client beim Wechsel zu einem anderen WLAN Access Point die aktuelle Verbindung trennen und sich neu mit einem anderen WLAN Access Point verbinden. Damit werden bestehende Netzwerkverbindungen kurzzeitig unterbrochen. Um solche Unterbrechungen zu vermeiden, versucht der Client, die Verbindung zum aktuellen WLAN Access Point möglichst lange aufrechtzuerhalten.
Beim Seamless Roaming ist der Client nicht mehr auf sich allein angewiesen, das Netzwerk übernimmt die Koordination des Wechsels bzw. bietet aktiv Unterstützung beim Wechsel auf einen neuen WLAN Access Point.

## Operationsfolge
Die folgenden Schritte werden ausgeführt, bevor ein Client seine Verbindung zu einem neuen WLAN Access Point wechselt.
1. Der WLAN Access Point ermittelt, dass der Client sich entfernt (die Signalstärke fällt unter einen Schwellwert).
2. Der WLAN Access Point informiert den Client, sich auf einen Wechsel zu einem neuen WLAN Access Point vorzubereiten.
3. Der Client fragt vom WLAN Access Point eine Liste der benachbarten WLAN Access Points ab.
4. Der WLAN Access Point stellt die Liste für den Client bereit.
5. Der Client wechselt zum WLAN Access Point mit der potentiell besten Funkverbindung.

## Alternative Mesh-WLAN
Mesh-WLAN ist eine Alternative zum Seamless Roaming. Mesh-WLAN nutzt eine separate Funkverbindung zwischen den WLAN Access Points, um den Netzwerkverkehr zu übertragen. Die WLAN Access Points müssen dazu untereinander in Funkreichweite positioniert werden. Beim Seamless Roaming werden die Clients beim Wechsel zwischen WLAN Access Point unterstützt, der Netzwerkverkehr wird über das LAN kabelgebunden abgewickelt.

### Vorteile
Mesh-WLAN hat geringeren Installationsbedarf, da im Gegensatz zu Seamless Roaming keine Netzwerkkabel verlegt werden müssen.

### Nachteile
Bei Mesh-WLAN wird das für die Clients verfügbare Frequenzspektrum verringert, da die WLAN Access Point selbst über WLAN miteinander kommunizieren und den Netzwerkverkehr abwickeln. Die Übertragungsgeschwindigkeit bzw. der Durchsatz des Netzwerks wird insgesamt verringert, da nur WLAN und die WLAN Access Points für die Abwicklung des Netzwerkverkehrs verwendet werden. Diese Nachteile werden aber erst dann wirksam, wenn die aus diesem Einsatz benötigte Transferrate die Transferrate der WLAN Access Points übersteigt. Die Mesh-WLAN-Umsetzungen sind in der Regel herstellerspezifisch (obwohl mit IEEE 802.11s ein herstellerunabhängiger Standard existiert). Ist das der Fall, ist der Anwender bei Erweiterungen auf das Produktangebot des Herstellers limitiert.